# Anthomyia inconfessa
Anthomyia inconfessa este o specie de muște din genul Anthomyia, familia Anthomyiidae. A fost descrisă pentru prima dată de Walker în anul 1853.
Este endemică în Great Britain. Conform Catalogue of Life specia Anthomyia inconfessa nu are subspecii cunoscute.